# Petrichus ornatus
Petrichus ornatus es una especie de araña del género Petrichus, familia Philodromidae. Fue descrita científicamente por Schiapelli & Gerschman en 1942.

## Distribución
Esta especie se encuentra en Argentina.